# Arnold Ross (Mathematiker)

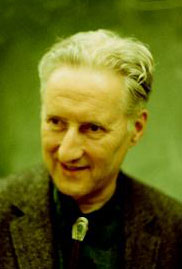
Arnold Ross (1970)

Arnold Ephraim Ross  (* als Arnold Ephraim Chaimovich am 24. August 1906 in  Chicago; † 25. September 2002 ebenda) war ein US-amerikanischer Mathematiker und Mathematikpädagoge. Internationale Anerkennung erlangte er mit seiner Lehrerfortbildung und der Etablierung des "Ross Mathematics Program", einer Sommerschule für mathematisch interessierte Schülerinnen und Schüler.

## Leben
Ross war der Sohn ukrainisch-jüdischer Einwanderer und wurde 1906 in Chicago geboren, zog aber 1909 mit seiner Mutter nach Odessa, einer Stadt am schwarzen Meer in der Ukraine. Dort lernte er russisch, war ein Schüler von Samuil Ossipowitsch Schatunowski und besuchte auch die Universität. Die Zeit seiner Jugend war geprägt durch die politischen Unruhen und Hunger nach dem Ersten Weltkrieg und der Russischen Revolution. 1922 kehrte er in die USA zurück und wurde trotz fehlender formaler Qualifikation (er musste auch Englisch-Stunden nehmen) von E. H. Moore an der Universität Chicago als Student angenommen. Moores pädagogische Methoden beeinflussten Ross stark. 1931 wurde er bei Leonard Dickson in Zahlentheorie promoviert (On Representation of Integers by Indefinite Ternary Quadratic Forms).  Als Post-Doktorand war er bei Eric Temple Bell am Caltech. Danach war er während der Großen Depression Lehrer an einer experimentellen Schule (People’s Junior College) in Chicago. 1931 heiratete er Bertha (Bee) Horecker.  1935 wurde er Assistant Professor an der St. Louis University. Im Zweiten Weltkrieg arbeitete er für die US Navy. 1946 wurde er Leiter der Mathematikabteilung der University of Notre Dame. In dieser Zeit holte er unter anderem Paul Erdös an die Universität. 1963 wurde er Professor und Leiter der Mathematikabteilung an der Ohio State University (OSU). 1976 wurde er emeritiert. Nach dem Tod seiner ersten Frau 1983 heiratete er 1990 Madeleine Green.

## Werk
Bekannt ist er für ein Lehrerfortbildungsprogramm und Sommerschule in Zahlentheorie für Schüler, die er 1957 bis 2000 betreute, als er einen Schlaganfall erlitt. Ross half auch in den 1970er Jahren ähnliche Programme in der Bundesrepublik Deutschland, Indien und Australien zu etablieren und inspirierte ähnliche Programme an anderen US-amerikanischen und kanadischen Universitäten.

## Ehrungen
1984 wurde er Ehrendoktor der Denison University und 1985 erhielt er den Distinguished Service Award der Mathematical Association of America (MAA) und 1998 die AMS Citation for Public Service. 1988 wurde er Fellow der American Association for the Advancement of Science. 1974 erhielt er den Distinguished Teaching Award der OSU. 1993 stiftete die American Mathematical Society (AMS) die Arnold Ross Lecture.